# Salvatore Greco (politico)
Salvatore Greco detto Tato (Bari, 8 febbraio 1977) è un politico italiano.

## Biografia
Figlio dell'ex senatore Mario Greco e nipote dell'ex deputato e presidente della Lega Calcio Antonio Matarrese, nel 2000 fu eletto al Consiglio regionale della Puglia, risultando il più giovane consigliere regionale italiano.
Nel 2006 fu eletto deputato con l'UDC, tra i più giovani della XV legislatura. Ha fatto parte della X Commissione dell'assemblea di Montecitorio (Attività produttive, commercio e turismo) nonché della Commissione bicamerale per le questioni regionali. Ha presentato una proposta di legge per la costituzione in zona franca della regione lucana Val d'Agri-Sauro-Camastra.
Già segretario provinciale di Bari dell'UDC, dal 2009 è coordinatore regionale del movimento politico La Puglia prima di tutto, vicino al Popolo della Libertà; nelle liste di tale movimento è stato eletto consigliere regionale pugliese nel 2010.
Il 20 maggio 2013 il Tribunale di Bari ha assolto «perché il fatto non sussiste» il consigliere regionale pugliese ed ex deputato Tato Greco, coordinatore pugliese de «La Puglia Prima di Tutto», per il quale la procura di Bari aveva chiesto la condanna a 2 anni e 8 mesi di reclusione nell'ambito di un processo sulla gestione della sanità in Puglia.